# Lantsch (Gemeinde Breitenau)
Lantsch ist eine Streusiedlung und eine Katastralgemeinde der Gemeinde Breitenau am Hochlantsch im Bezirk Bruck-Mürzzuschlag in Steiermark.
Lantsch befindet sich südwestlich von Sankt Jakob und ist ein Teil der Ortschaft Sankt Jakob-Breitenau.

## Siedlungsentwicklung
Zum Jahreswechsel 1979/1980 befanden sich in der Katastralgemeinde Lantsch insgesamt 54 Bauflächen mit 43.879 m² und 34 Gärten auf 51.727 m², 1989/1990 gab es 58 Bauflächen. 1999/2000 war die Zahl der Bauflächen auf 165 angewachsen und 2009/2010 bestanden 99 Gebäude auf 145 Bauflächen.

## Bodennutzung
Die Katastralgemeinde ist land- und forstwirtschaftlich geprägt. 439 Hektar wurden zum Jahreswechsel 1979/1980 landwirtschaftlich genutzt und 1.663 Hektar waren forstwirtschaftlich geführte Waldflächen. 1999/2000 wurde auf 232 Hektar Landwirtschaft betrieben und 1.885 Hektar waren als forstwirtschaftlich genutzte Flächen ausgewiesen. Ende 2018 waren 155 Hektar als landwirtschaftliche Flächen genutzt und Forstwirtschaft wurde auf 1.884 Hektar betrieben. Die durchschnittliche Bodenklimazahl von Lantsch beträgt 12,3 (Stand 2010).